# Florian Gruber (Fußballspieler)
Florian Gruber (* 6. Juni 2003 in Linz) ist ein österreichischer Fußballtorwart.

## Karriere
Gruber begann seine Karriere beim ESK Enns. Im September 2014 wechselte er zur Union St. Florian. Zur Saison 2017/18 wechselte er in die Akademie des FC Admira Wacker Mödling. Zur Saison 2019/20 wechselte er in die AKA Linz, in der er bis zum Ende der Saison 2020/21 spielte. Ab Februar 2020 sollte er zudem für die sechstklassige Union Neuhofen/Krems spielen, allerdings konnte er aufgrund des COVID-bedingten Saisonabbruchs nie zum Einsatz kommen.
Ab der Saison 2020/21 spielte er beim sechstklassigen SK Asten. Für Asten kam er zu elf Einsätzen in der Bezirksliga. Im Jänner 2021 schloss er sich dem fünftklassigen ATSV Neuzeug an, allerdings konnte er aufgrund des erneuten Saisonabbruchs im Frühjahr ausschließlich in der Akademie spielen. Zur Saison 2021/22 rückte er in den Profikader des Zweitligisten FC Juniors OÖ. Zudem wurde er in jener Spielzeit als Kooperationsspieler beim Regionalligisten FC Wels gemeldet.
Im September 2021 debütierte er für die Juniors in der 2. Liga, als er am achten Spieltag jener Saison gegen die Young Violets Austria Wien in der 45. Minute für Eduard Haas eingewechselt wurde, nachdem der eigentliche Torwart Lukas Jungwirth mit einer Roten Karte vom Platz gestellt worden war. Für die Juniors kam er insgesamt zweimal zum Einsatz. Nach der Saison 2021/22 zog sich das Team aus der 2. Liga zurück, woraufhin Gruber es verließ.
Der Tormann wechselte zur Saison 2022/23 dann zur fünftklassigen SPG Union St. Florian/Niederneukirchen, bei der in dieser Spielzeit mit 25 Einsätzen Stammtorhüter war. Im Sommer 2023 wechselte er weiter zur SPG Pregarten, bei der er es bis zur Winterpause auf acht Einsätzen in der viertklassigen OÖ Liga und einen Einsatz in der siebentklassigen 1. Klasse Nordost brachte. Im Anschluss wechselte er eine Spielstufe tiefer zum ATSV Neuzug in die Landesliga Ost, absolvierte hier elf Meisterschaftspartien, kam aber auch in einer Ligabegegnung der ATSV Neuzug Juniors in der achthöchsten Liga (2. Klasse Ost) zum Einsatz. Im Sommer 2024 ging es für ihn weiter zur Union Dietach, für die er bis dato (Stand: Mai 2025) lediglich in Freundschaftsspielen eingesetzt wurde. Im April 2025 absolvierte er ein Meisterschaftsspiel für die ebenfalls in der 2. Klasse Ost vertretenen Union Dietach Juniors.